# Det litauiske køkken
Det litauiske køkken anvender produkter der passer til det kølige og fugtige nordlige klima: byg, kartofler, rug, roer, kål, bær og svampe, som dyrkes lokalt, og mejeriprodukter der er en af landets specialiteter. Da Litauen deler klima og landbrugstradition med Østeuropa, har det litauiske køkken meget til fælles med det polske, ukrainske og russiske køkken, og har nogle fællestræk med ungarsk, rumænsk, og georgisk køkkener samt ashkenazer køkkenet. Men det har sine egne særlige kendetegn, som er opstået af en række påvirkninger under landets lange og vanskelige historie.
På grund af deres fælles arv deler litauere, polakker, og ashkenazi jøder mange retter og drikkevarer. Der er således ens litauisk, ashkenazi, og polsk udgave af ravioli (koldūnai, kreplach, virtiniai eller pielmieni), donuts (litauisk: spurgos eller polsk: pączki), og blini (dansk: pandekager), (litauisk: blynai, eller polsk: bliny). Tyske madtraditioner har også påvirket det litauisk køkken med indførelse svinekøds- og kartofelretter, såsom kartoffelbudding (litauisk: kugelis) og kartoffelpølser (litauisk: vėdarai), samt den barokke "trækage" kendt som litauisk: šakotis. De mest eksotiske af alle påvirkningerne kommer fra det jødiske Karaite-køkken, der gjorde kibinai og čeburekai populære i Litauen. "Torte Napoleon" blev indført efter Napoleons fremrykning gennem Litauen i begyndelsen af 1800-tallet.
Under det sovjetiske herredømme efter 2. verdenskrig fik folk lov til at beholde deres kolonihaver, som var en vigtig kilde til forsørgelse og muliggjorde bevarelsen af det litauiske køkken. Efter uafhængigheden i 1990 blev det traditionelle køkken en af måderne at fejre litauisk selvstændighed.

## Hyldevarer

### Brød
Traditionelt har kernen i det litauiske køkken været mørkt rugbrød (litauisk: ruginė duona), der anvendes væsentligt oftere end hvedebrød. Dejen er normalt baseret på surdej eller gær, og indeholder i nogle tilfælde hvedemel for at lysne det færdige produkt. Rugbrød spises tit smurt med smør eller smelteost. Det er nogle gange krydret med kommen, eller med løg. Rugbrødet nævnes ofte af litauere i udlandet som den fødevare, de savner mest.
En populær brødsort er Palangabrød (litauisk: palangos duona), et blandet rug-hvede brød med grå farve. Der spises både rug og hvede fuldkornsbrød (litauisk: grūdėtoji).
To typer af bagels, Riestainis og Džiuvėsis, er populære i Litauen.

### Grøntsager og krydderier
De mest almindeligt anvendte grøntsag i litauisk opskrifter er kartoflen; i sin simpleste form, er det kogt, ovnbagt eller sauteret med kød, ofte garneret med dild. Kartoflen blev indført i Litauen i slutningen af det 1700-tallet og trivedes i klimaet, hvorfor den snart blev uundværlig. Det litauiske køkken har en lang række af kartoffelopskrifter.
Agurker, syltede agurker, agurker i saltlage, radiser og bladgrønt, gulerødder, løg, pastinak, peberrod, porrer og selleri er meget populære. Rødbeder (litauisk: burokėlis) og majroer (litauisk: ropė) er meget mere udbredt end i andre områder i verden, og anvendes til fremstilling af borsjtj og tilbehør. Hvidkål er en anden populær grøntsag, der anvendes som grundlag for supper eller svøbt omkring fyldninger som kåldolmer (litauisk: balandėliai). Tomater er nu tilgængelige året rundt i butikkerne, men de hjemmedyrkede i familiens drivhus betragtes stadig som de bedste.
I det litauiske køkken anvendes blandt andet dild (litauisk: krapai), kommenfrø (litauisk: kmynai), hvidløg (litauisk: valgomasis česnakas), laurbærblade (litauisk: lauras), enebær (litauisk: kadagys), og frugtessenser. Vanilje (litauisk: vanilė) og peber (litauisk: juodasis pipiras) var sparsomme under sovjettiden, men blev budt velkommen tilbage efter uafhængigheden. Køkkenet er forholdsvis mildt.

### Bær og svampe
En af stolthederne i det litauiske køkken er den omfattende brug af vilde bær og svampe.
Svampeplukning er et populært tidsfordriv fra midten af sommeren til efteråret. Til privat brug høstes svampene normalt i skoven, ellers fås de både syltede og tørrede på markeder, især langs vejen fra Druskininkai til Vilnius, udvalget af svampe er langt mindre i butikkerne end på markederne. På trods af svampes status som delikatesse, betragter mange litauere svampe som svært fordøjelige. En række svampearter samles i naturen, blandt andet:
- Karl Johan (litauisk: baravykas, latin: Boletus edulis)
- Kantarel (i nærheden af Dzūkija nationalpark) (litauisk: valgomoji voveraitė latin: cantharellus cibarius)
- Klidhat (litauisk: raukšlėtasis gudukas latin: cortinarius caperatus)

Karl Johan er den mest værdsatte og eftertragtede art, den primære anvendelse er tørring eller syltning. Tørret Karl Johan har en stærk behagelig duft og anvendes som krydderi i supper og saucer. Kantareller bruges ofte ristede som et krydderi i supper eller ristes med hakkede løg og kartofler. Klidhat er ikke så populær som de øvrige og syltes mest. Andre spiselige svampe, som f.eks Brun Birke-Rørhat (litauisk: lepšė latin: leccinum scabrum), Rødskællet Rørhat (litauisk: raudonviršis latin: Leccinum aurantiacum), Broget Rørhat (litauisk: makavykas latin: suillus variegatus) og Brunstokket Rørhat (litauisk: rudakepuris aksombaravykis latin: boletus badius) er mere sjældne, men er også samlet og bruges på samme måde som Karl Johan.
Vilde bær samles oftere end svampe eller købes langs vejene, på markeder eller i butikker. Blåbær (litauisk: mėlynės) og tyttebær (litauisk: bruknės) er de to mest udbredte arter af vilde bær. Tranebær (litauisk: spanguolė) værdsættes, men deres dyrkning er begrænset til visse Čepkeliai moseområder nær Dzūkija nationalpark. Sur tranbär- eller tyttebærsyltetøj og sød blåbærsyltetøj spises ofte sammen med blinier. Tyttebærsyltetøj af nogle sammen til stegt kylling eller kalkun. Friske blåbær spises med kold mælk. Skovjordbær (litauisk: žemuogė) er relativt sjældne og spises umiddelbart efter de er plukket.

### Frugt
Æbler, blommer og pærer, der vokser godt i Litauen, er de mest almindeligt anvendte frugter. Tropiske frugter som citrusfrugter, bananer og ananas, der importeres, bruges ikke så ofte. En appelsin i en litauisk julesokkerne hører julen til. I løbet af efteråret koges frugten tit til kompot. Stikkelsbær (litauisk: agrastas) og ribs (litauisk: serbentas) er almindeligt dyrket, de sødes, gøres til marmelade, bruges i bagværk og bruges i desserter.

### Kød
Det mest spiste kød er svinekød efterfulgt af oksekød, som ofte grilles, eller vendes i rasp og steges på panden. En ret der minder om schnitzel. I tidligere tider konserverede man ofte kødet og mange foretrukne teknikker har overlevet. De omfatter blandt andet saltning, tørring og røgning. Der er mange varianter af røget svinekødspordukter, blandt andet skinke og pølser. Mange pølser har en stor-kornet fyldning. Både skinke og pølse anvendes som hovedret eller skæres i tynde skiver som pålæg. Pølsemageri er en kunstform, hvor mænd trækker sig tilbage med venner og slægtninge til røgerier for hele weekenden og fester og skændes om den bedste opskrift.

### Fisk
Fisk fanget i søer og floder for eksempel gedde og aborre ovnbages ofte hele eller fyldte, eller laves til fiskefrikadeller. Sild marineres, ovnbages, steges eller serveres som sild i gelé.
Røget ål og brasen er populære forretter i området nær Østersøen, især i Neringa i Klaipėda apskritis.

### Mejeriprodukter
Mejeriprodukter spiller en vigtig rolle i det litauiske køkken, hytteost kan være sød, sur, krydret med kommen, frisk eller røget til den er halvfast. Litauisk smør- og flødeprodukter er med høj fedtprocent. Ostemassesnacks, kaldet sūreliai, er populære i Litauen.

## Forretter, småretter og snacks
- Įdaryti kiaušiniai (dansk: "fyldte æg") – Halverede hårdkogte æg med fyld, som æg mimosa.
- Įdaryti pomidorai (dansk: "fyldte tomater") – Halverede tomater med fyld, som fyldte tomater.
- Piršteliai prie alaus (dansk: "fingre til øl") – Stænger af butterdej penslet med æg og bagt. Serveres ofte som snack til øl.
- Lašiniai (dansk: "fedt") – Letsaltet røget spæk eller bacon, produceres lokalt i landsbyerne. Serveres ofte koldt med rugbrød og rå løg som forret eller som snack til vodka.
- Kepta duona (dansk: "ristet brød") – Rugbrødsstænger ristet i olie og gnedet med hvidløg. Serveres ofte som snack til øl.

## Supper
Supper er meget populære, og betragtes generelt som nøglen til et godt helbred.
- Barščiai – Varm borsjtj, serveres uden fløde eller blandet med smetana eller kærnemælk; undertiden tilsættes hakkede Karl Johan svampe.
- Šaltibarščiai – Kold borsjtj er en sommersuppe med en smuk lyserød farve. Šaltibarščiai er baseret på kogte eller syltede revne rødbeder blandet med smetana og hakkede hårdkogte æg, hakkede radisser, revet agurk eller forårsløg tilsættes. Garneres med dild. Varme kogte kartofler serveres til.
- Bulvinių kukulių sriuba – Hakket kartofler formet i små boller, kogt i mælk. Katoffelbollerne laves af den samme kartoffelblanding som anvendes til cepelinai.
- Kålsuppe med gulerødder, skinke og løg.
- Agurkesuppe – Revet agurk i bouillon, sødet eller med smetana, ofte garneret med dild.
- Juka – Blod suppe, specialitet fra den sydlige dele af Litauen.
- Lapienė – Cremet suppe tilsat braiserede bladgrønsager såsom skovsyre og spinat.
- Surkåls suppe – Kogt på svinekød, gulerødder, løg og laurbærblade.
- Vištos sultinys – Suppe lavet på kyllingebouillon.

## Hovedretter
- Šaltiena eller Košeliena – mange krydrede fødevarer tillaves i gelé, især sild. Serveres ofte med peberrod.
- Balandėliai (dansk: "små duer") – kålblade fyldt med kød og braiseret (minder om kåldolmer).
- Bigos (dansk: "jægergryde" – dagens fangst kogt med pølser og grøntsager.
- Blynai – ofte oversat som pandekager. De er enten papirtynde som pandekager, eller fremstillet af en gærhævet dej, ofte blandet med revet kartoffel.

* Kėdainių blynai – kogt kartoffel pandekager.
* Žemaičių blynai – fremstillet af revet rå kartofler og fyldt med hakket kogt kød
* Lietiniai eller Nalesnikai – store, som regel firkantede blinier lavet af tynde pandekager fyldt med hakket kød, ost, kanel, eller hakkede ristede svampe.
* Boghvedepandekager – Traditionel ret fra Dzūkijaområdet.
- Dešra – Pølser er lavet på mange forskellige måder: røgede eller ferske, indeholder svinekød, oksekød, kartofler eller byg. På landet laves "blodpølse".
- Cepelinai eller Didžkukuliai (opkaldt efter zeppelinere) – kogte kartoffelfrikadeller farseret med kød, svampe eller ost, ofte garneret med flæskesvær og ristede løg eller smetana.
- Kastinys – creme fraiche "smør", creme fraiche er æltet og vaskes, indtil den danner en blød spredning.
- Kibinai – Butterdejsindbagt fårefars med løg. Traditionel Karaite ret.
- Švilpikai (dansk: Murmeldyr) – Kartoffelboller bagt i ovn garneret med ost.
- Virtiniai, Koldūnai eller Auselės – Dej udrullet fyldt med hakket kød, pølser, hytteost eller svampe, som regel garneret med ristede bacontern (minder om ravioli).
- Kotletai – Hakket svinekød rørt med æg, mælk, franskbrød og hakket løg, ofte serveret med kartofler og sovs (minder om frikadeller).
- Kugelis (dansk: "fladt kartoffelfad") – Kartoffelret der er lavet af revne rå kartofler rørt med æg, salt og peber og bagt i ovn. Serveres med smetana og stegt flæsk/spæk. Traditionel ret fra Dzūkijaområdet.
- Šaltnosiukai (dansk: "kolde små næser") – "ravioli" fyldt med tyttebær. Speciel national litauisk ret.
- Šašlykai – Marinerede svinekødstern, grillet på spid, helst over birketræ (minder om kebab) .
- Skilandis eller Kindziukas – Svinemave fyldt med hakkekød og hvidløg, koldrøget.
- Suktiniai (dansk: "oksekøds fugle") – Okse- eller svinekød bankes, fyldes, rulles og steges i gryde (minder om benløse fugle).
- Troškinti rauginti kopūstai – En gryderet lavet med surkål og kokkens valg af kød og grøntsager.
- Vėdarai – Pølse lavet af svinetyktarm med kartoffelfyldning.

## Desserter
Litauiske kager (litauisk: pyragas) er ofte bagt i bradepande, til tider med æble, blomme eller anden frugt i. Bradepandekagen skæres i firkanter før servering. Valmuefrø drysses undertiden over dessert brød og tilsættes som et aromastof i andre kager.
Til særlige lejligheder serveres lagkage (litauisk: torte). De består af op til 10-20 lag, fyldt med syltetøj, vanilje, chokolade, mokkacreme eller romcreme og er overdådigt dekoreret. Litauisk caféer (kavinė) serverer et udvalg af Tortes og kager for at tiltrække aften spadserende.
- Kūčiukai – Meget små hevdemelskugler drysset med valmuefrø og serveret med mælk. Traditionel på juleaftensdag (litauisk: Kūčios).
- Ledai – Is serveres overalt om sommeren.
- Spurgos – Litauisk variant af donuts, ofte fyldt med frugtkompot eller syltetøj.
- Šakotis – Litauisk variant af baumkuchen (dansk: trækage), som har fået navn efter den meget karrakteristiske forgrenede form. Šakotis er en pund-til-pund kage bagt lag på lag på et rotterende træspyd i en særlig ovn.
- Žagarėliai – S-formede, tynde kager kogt i olie, drysset med sigtet flormelis. Fremgangsmåden er den samme som for klejner.

## Drikkevarer
- Arbata (te) – kamille, hyben, og andre urteteer er populære såvel som sort te. Mange urteteer bruges til medicinske formål.
- Kava (kaffe) er brygget i espressokander derhjemme, eller med espressomaskiner på caféer. Den er ganske stærk og som regel sødet. Caféer (kavinė) kan ikke kun findes på hvert gadehjørne i byerne, men på motorvejenenes rastepladser og ved alle seværdigheder.
- Gira (kvas) er en drik lavt alkoholindhold lavet af naturlig gæring af hvede, rug eller byg brød, undertiden krydret med frugt, bær, rosiner eller birkesaft. Gira ligner russisk eller ukrainsk kvas. Gira, der er brygget på rugbrød og krydret med kommenfrø, er populære og distribueres i glasflasker. Der er også en kulsyreholdige læskedrik kendt som Gira, som distribueres i plastflasker, men de deler hverken smag eller produktionsteknologi med den oprindelige drik.
- Alus (øl) er meget populært i hele landet, især siden uafhængigheden i 1990. Flere litauiske øl har vundet internationale priser. Lokale bryggerier nyder en renæssance.
- Midus (mjød), lavet på gæret honning, siges at være den ældste litauiske alkoholdrik. Selvom medovukha ikke længere er så populært i Litauen og produktionen er begrænset findes der stadig en række mærker.
- Degtinė (vodka) er fremstillet af rug, hvede eller kartofler. De hjemmebrændte varierer i kvalitet styrke fra én til tre gange destillation.
- Starka (vodka), lagret mellem 5 og 50 år. Krupnikas (honninglikør). Begge stammer fra tiden under Den polsk-litauiske realunion i 15 – 1700-tallet. Nu produceres ægte Starka kun i Polen. Den litauiske Starka er snarere en form for trauktinė lavet på grundlag af etanol og krydderurter.
- Trauktinė (vodka) tilsat krydderurter. Der er mange sorter, der bruges som en traditionel medicin. Trejos devynerios (999), der indeholder 27 forskellige urter, er en af de mest kendte.

## Mad til højtider og ved særlige lejligheder
- Påske – Påskeægene, der er malet tidligere på ugen, bliver spist til morgenmad. Gæsterne "skåler" med æggene. Blandt børnene udvikler denne skik sig nogle gange til en ren "smadrekonkurrence". Aftensmad kan være gåsesteg eller skinke med tilbehør. Desserten er ofte en kage med udsende som en birkestamme, eller kager formet og dekoreret som svampe.
- Juleaften (Kūčios) – Tolv vegetarretter serveres på et bord dækket med hø og oplyst af stearinlys. Denne skik er udbredt i det katolske Østeuropa.
- Bryllupper – Det størst mulige udvalg af retter serveres. Et specielt brød er nogle gange bagt og pyntet med blomster og fugle-formet dekorationer, eller en šakotis er dekoreret. Det ideelle litauiske bryllup varer mindst to dage, så en stor del mad og bagværk er forberedt.
- Begravelser – Den efterladte familie er vært for en middag for alle de sørgende.
- Fødselsdage – I Litauen er der tradition for at fejre fødselarens navnedag i stedet for fødselsdagen. For eksempel fejrer en John sin navnedag på Sankthansdag (litauisk: Joninės) den 23. juni. På dagen serveres familiens foretrukne kage.
- I venners lag – Værterne serverer ofte smørrebrød, svarende til dem på et smørrebrødsbord, belagt med røget fisk, pølse, agurk og så videre. Krydret vodka, der kan have være smagt til med frugt og urter efter værtsparrets egen opskrift, serveres til.